# كفشغران (غودرزي)
كفشغران (بالفارسية: کفشگران) هي مستوطنة تقع في إيران في قسم غودرزي الريفي. يقدر عدد سكانها بـ 1,434 نسمة .